# 포항여자중학교
포항여자중학교(浦項女子中學校)는 대한민국 경상북도 포항시 북구 우현동에 있는 공립 중학교이다.

## 학교 연혁
- 1939년 3월 13일 : 포항여자고등보통학교 설립인가
- 1939년 4월 10일 : 개교 및 입학식
- 1946년 9월 1일 : 포항여자중학교로 교명 개칭(6년제)
- 1951년 4월 1일 : 교육부 일부 개정으로 중고 분리, 중학교 수업연한 변경(중 3년, 고 3년)
- 1951년 8월 25일 : 포항여자고등학교에 포항여자중학교 병설 인가
- 1972년 3월 15일 : 중. 고 병설에서 분리
- 1972년 4월 30일 : 구교사 준공(40개 교실)
- 1972년 5월 7일 : 포항여자고등학교에서 현 교지로 이전(우현동 56번지)
- 1991년 2월 11일 : 현교사(47개 교실) 완공(38학급)
- 1997년 9월 10일 : 멀티미디어실 설치
- 2004년 9월 30일 : 별관 3층 준공
- 2004년 11월 6일 : 다목적 강당 완공
- 2023년 2월 9일 : 제81회 졸업식(245명) 졸업생 누계 30,142명
- 2023년 3월 1일 : 제39대 윤수철 교장 취임
- 2024년 3월 4일 : 2024학년도 제85회 입학식(신입생 10학급 253명 입학)

## 참고 자료
- 포항여자중학교 - 한국교육학술정보원 학교알리미